# Morab, Navalgund
Morab là một làng thuộc tehsil Navalgund, huyện Dharwad, bang Karnataka, Ấn Độ.